# Арена Пантанал
«Арена Пантанал» (порт. Arena Pantanal) — многофункциональный стадион в городе Куяба, столице штата Мату-Гросу (Бразилия). Он используется преимущественно для футбольных матчей и принимал у себя матчи Чемпионата мира по футболу 2014.
Вместимость стадиона составляет 42 968 человек.
Строительство стадиона полностью завершилось 20 июня 2013 года. «Арена Пантанал» заменила существовавший ранее на её месте стадион «Жозе Фражелли», более известный как «Вердан».

## Матчи чемпионата мира по футболу 2014 на стадионе
| Дата         | Время (UTC-04) | Команда #1 | Рез. | Команда #2           | Раунд    | Зрителей |
| ------------ | -------------- | ---------- | ---- | -------------------- | -------- | -------- |
| 13 июня 2014 | 18:00          | Чили       | 3:1  | Австралия            | Группа B | 40 275   |
| 17 июня 2014 | 18:00          | Россия     | 1:1  | Республика Корея     | Группа H | 37 603   |
| 21 июня 2014 | 18:00          | Нигерия    | 1:0  | Босния и Герцеговина | Группа F | 40 499   |
| 24 июня 2014 | 16:00          | Япония     | 1:4  | Колумбия             | Группа C | 40 340   |